# The Lizard

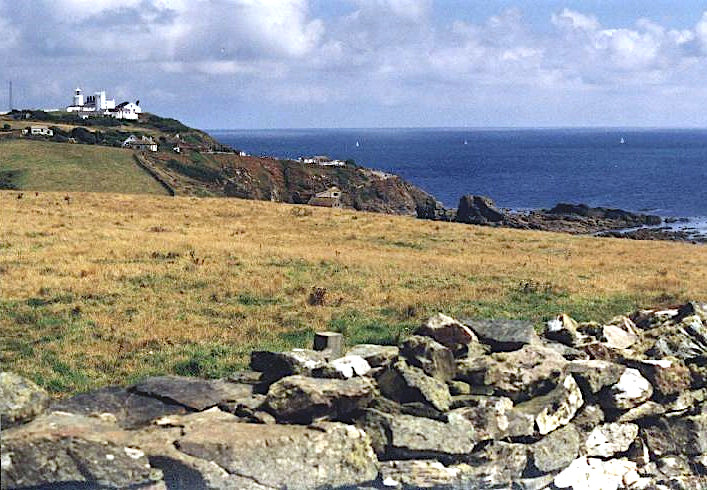
Lizard Point

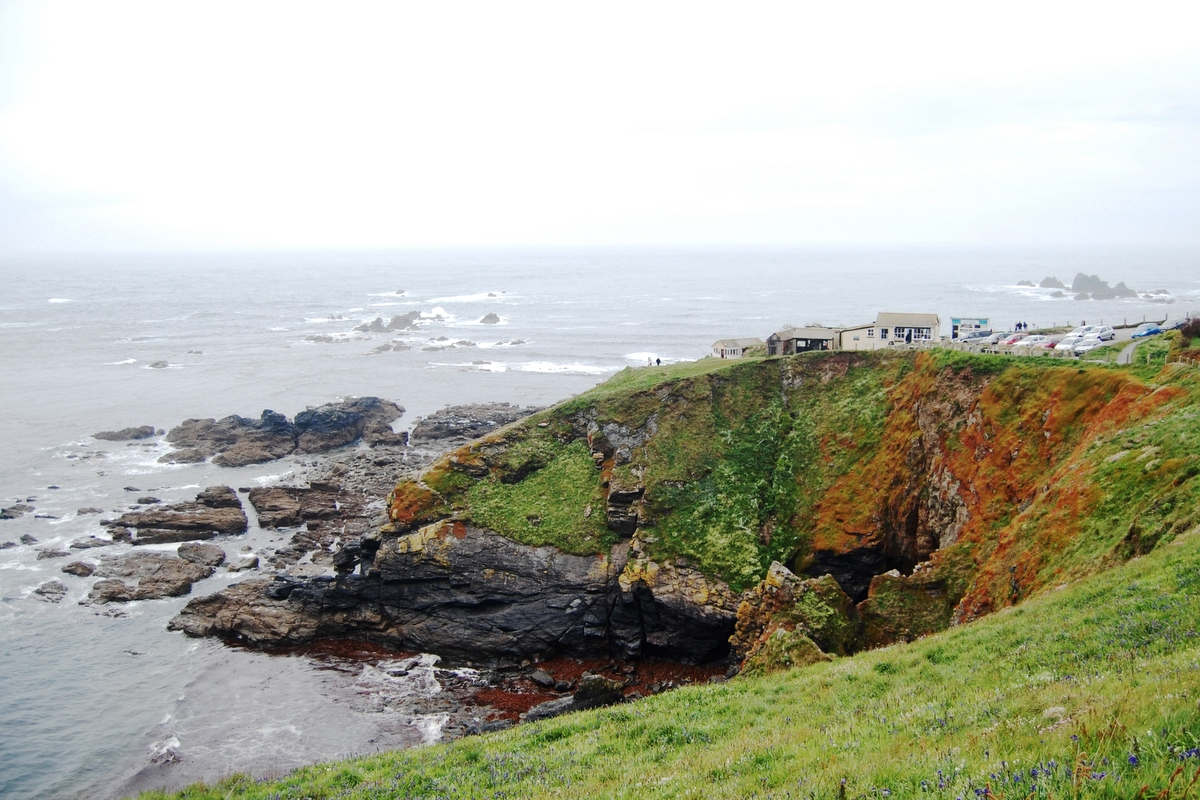
Lizard Point von Westen gesehen (Nähe Youth Hostel)

The Lizard (Kornisch Lysardh) ist eine im Südwesten von Großbritannien liegende Halbinsel. Sie liegt im ehemaligen District Kerrier in der Grafschaft Cornwall. Die Grenze zum Hinterland liegt südlich der Stadt Helston und südlich des Flusses Helford River.
Der Name stammt aus dem Kornischen „Lys Ardh“, was sich mit „Hohes Gericht“ übersetzen lässt. Der Begriff wurde zum englischen „Lizard“ umgewandelt, was allerdings „Eidechse“ bedeutet. 
Auf der Halbinsel mit den steinzeitlichen Three Brothers of Grugith liegt der Lizard Point, der südlichste Punkt Großbritanniens. Hier stehen die zwei achteckigen Leuchttürme Lizard Lighthouse aus dem Jahr 1752, von denen heute nur noch einer in Betrieb ist. Über lange Zeit waren die Küsten von Lizard als Grab für Schiffe gefürchtet. Die Küste ist als Heritage Coast anerkannt.

## Telekommunikation
Auf den Goonhilly Downs liegt die British Telecom Goonhilly Satellite Earth Station, eine der größten Satellitenkommunikationszentren der Welt. Weiterhin liegt hier auch die Goonhilly Windenergieanlage.

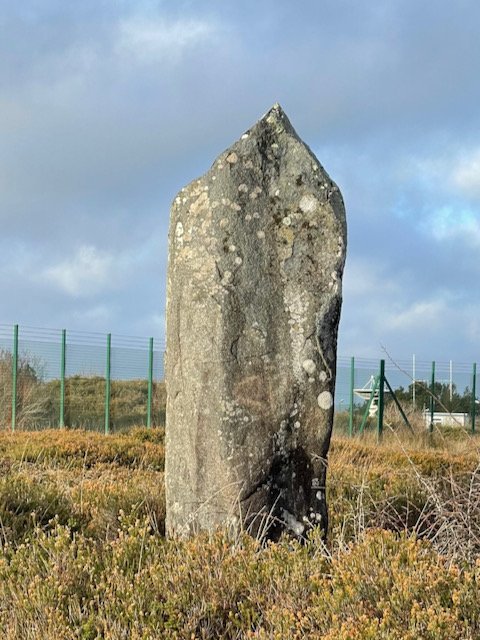
Goonhilly Downs oder Dry Tree Menhir

Bei Mullion liegt an der Westküste die Funkstation Poldhu in Poldhu Cove. Hier erinnert ein Marconidenkmal und ein Museum an die erste erfolgreiche transatlantische Funkübertragung im Jahr 1901, die von hier aus gesendet wurde und auf dem Signal Hill bei St. John’s auf Neufundland empfangen wurde.

## Geologie und Archäologie
Bei Coverack an der Ostküste (Black Head) und bei Lizard (Kynance Cove und Asparagus Island) gibt es offen zu Tage tretendes Serpentingestein, aus dem große Teile der Halbinsel bestehen.
Auf der Halbinsel liegen das Portal Tomb Three Brothers of Grugith, das Fogou von Halligye und das Fogou von Boden Vean.
Koordinaten: 50° 2′ 0″ N, 5° 11′ 0″ W